# جوناثان ولس
جوناثان ولس (بالإنجليزية: Jonathan Wells)‏ هو لاعب كرة قدم أمريكية أمريكي، ولد في 21 يوليو 1979 في River Ridge, Louisiana ‏ في الولايات المتحدة.

## وصلات خارجية
- جوناثان ولس على موقع مرجع كرة القدم المحترفة.كوم (الإنجليزية)